# ChemDraw
ChemDrawは、ケモインフォマティクス企業のCambridgeSoftが開発した分子構造式エディタソフトウェアである。ChemDrawは、Chem3D、ChemFinderと共にChemOffice suiteを構成するソフトウェアであり、MacintoshとMicrosoft Windowsプラットフォームで利用可能である。
1985年にデヴィッド・A・エヴァンスとエヴァンス研の院生だったStewart Rubensteinによって開発された。Stewartは1986年にCambridge Scientific Computing社（後のCambridgeSoft社）を設立し、ChemDrawを発売した。CambridgeSoft社は2011年にパーキンエルマーに売却された。
ChemDraw発売以前、化学者らは専用の構造式用三角定規を使って構造式を描いていた。ChemDrawは1984年に発売された初代Macintosh向けのソフトウェアとして開発され、化学コミュニティーで人気を博した。これが、2021年現在でも化学者にMacユーザーが多い大きな要因の1つとされる。
2013年よりiPad向けiOS版が配布されていたが、2017年に削除された。

## ChemDraw 12.0の主な機能
- 化学構造から化合物名への変換
- 化合物名を化学構造へ変換
- NMRスペクトルのシミュレーション（1Hおよび13C）
- マススペクトルのシミュレーション
- 化学構造の自動調整
- 主要な科学誌のためのスタイルテンプレートを含む、様々なテンプレート集
- SVGファイルでの出力（Windows版のみ）
- PDFファイルでの出力（Mac版のみ）

## ファイルフォーマット
ChemDrawのネイティブなファイルフォーマットは、CDX形式とCDXML（ChemDraw XML）形式である。

## プラグイン
ChemDraw用のソフトウェア開発キットを利用することで、サードパーティーの開発者がプラグインを作成することが可能である。たとえば、手動でテキストファイルを編集する代わりに、クイックホットキーが対話モードでホットキーセットアップを行う、など。